# Bandeira do Estado Livre de Orange
A bandeira do Estado Livre de Orange (ELO) foi concebida em 1856 e adoptada oficialmente a 23 de Fevereiro de 1857 no terceiro aniversário da república. A bandeira nacional do ELO é constituída por sete faixas horizontais alternadas de laranja e branco, ficando o branco nas extremidades, e tendo no cantão uma versão da bandeira da Holanda. A antiga bandeira da África do Sul (1927-1994) contém na faixa branca uma bandeira do ELO na vertical. É provável que a bandeira do ELO, bem como outras bandeiras dessa época, tenha sido remotamente inspirada na bandeira dos Estados Unidos.